# Cláudio de Jesus Ximenes

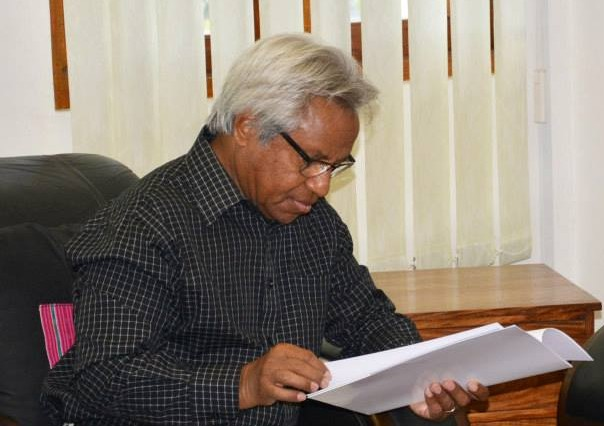
Cláudio de Jesus Ximenes (2013)

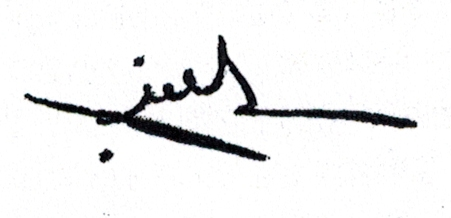
Unterschrift

Cláudio de Jesus Ximenes (* in Ermera/Portugiesisch-Timor) war von 2003 bis zum 26. Februar 2014 Präsident des Tribunal de Recurso de Timor-Leste (Berufungsgericht), Osttimors höchstem Gericht. Er war der erste Richter in diesem Amt. Seine Amtszeit wurde vom Staatspräsidenten zweimal verlängert, bis Ximenes am 10. Februar seinen Rücktritt einreichte, der am 26. Februar von Staatspräsident Taur Matan Ruak akzeptiert wurde. Als Präsident des Berufungsgerichts war Ximenes auch ex officio Präsident des Obersten Rats des Justizwesens. Vor seiner Tätigkeit in Osttimor war Ximenes 14 Jahre Richter in Portugal und dann Richter bei der UN-Verwaltung Osttimors.

## Werdegang
Im Oktober 2013 hatte die Oppositionspartei FRETILIN im Nationalparlament Osttimors die Absetzung von Ximenes gefordert, nachdem das Parlament eine Untersuchung wegen des Verdachts der fehlenden Unparteilichkeit gegen Ximenes bestätigt hatte. Das Tribunal de Recurso hatte dies im August zugelassen, nachdem die Staatsanwaltschaft eine Beschwerde eingelegt hatte, wegen der Verurteilung der ehemaligen Justizministerin Lúcia Lobato zu fünf Jahren Gefängnis. Ximenes war an Geschäften mit Lobato beteiligt. Er befürwortete eine Haftprüfung im Falle Lobatos nach ihrer Inhaftierung am 23. Januar 2013, die Ximenes als illegal ansah. Die beiden anderen Richter des Gerichts, Guilhermino da Silva, Cid Orlando Geraldo und Deolindo dos Santos, verwarfen aber die Berufung. Ximenes reichte nun seinen Rücktritt ein mit der Begründung, er wolle mit persönlichen Interessen nicht in Konflikt mit seinem Amt stehen.
Nachfolger von Ximenes wurde Guilhermino da Silva.
Am 19. Mai 2012 wurde Ximenes die Collar des Ordem de Timor-Leste verliehen.